# Dot Allan
Eliza MacNaughton Lucke Allan, más conocida como Dot Allan (13 de mayo de 1886-3 de diciembre de 1964), fue una novelista escocesa y escritora freelancer.

## Biografía
Fue hija única de un matrimonio de clase media que vivía en la central industrial de Escocia. Asistió durante toda su vida a escuelas de enseñanza privada hasta que finalmente llegó a la Universidad de Glasgow. Cuando su padre Alexander Allan murió, ella y su madre Jean Luke se mudaron al barrio bohemio y cultural de West End en Glasgow; ambas permanecerían ahí el resto de sus vidas. Desde ese momento, empezó su carrera como freelancer, la cual fue, en su momento, interrumpida por la crianza de sus hijos y por su trabajo comunitario durante la Primera y la Segunda Guerra Mundial.
Era aficionada al teatro, por lo que empezó escribiendo guiones. En los años 1920, se publicaron con frecuencia muchos de sus artículos y cuentos cortos en varios periódicos y revistas.
Heredó dinero, por lo que le dio oportunidad de dar materiales a diversos escritores escoceses a través de la organización Scottish PEN, la cual continúa activa hasta la fecha. Con el dinero, ayudó a editar una compilación de los poemas de Marion Angus. Asimismo, al final de su vida, donó tiempo y dinero a organizaciones de lucha contra el cáncer. Murió en 1964 a causa del cáncer de mama.

## Obra
Su primera novela se intituló The Sirens y fue publicada en 1921. Después, en 1928 sacó a la luz Makeshift, una novela centrada en una mujer joven que lucha por tomar las riendas de su vida. Para 1934 escribió Hunger March, una novela que habla sobre la Gran depresión de 1929 y sus estragos en su tierra natal; en esa novela también criticó la actitud de las mujeres de clase media por sobre otras mujeres meseras, asistentes de tienda y empleadas domésticas. Posteriormente, su última novela, Charity Begins at Home, se publicó en 1958.